# Toujours Être Ailleurs
Toujours Être Ailleurs — це другий сингл гурту «Noir Désir», випущений 1987 року, на сьоми-дюймових платівках, лейблом Barclay.

## Композиції
Сторона A
1. Toujours Etre Ailleurs (3:50)

Сторона B
1. Lola (5:05)